# Marianne Betz
Marianne Betz (* 3. November 1959 in Wiesbaden) ist eine deutsche Flötistin und Musikwissenschaftlerin.

## Leben
Nach dem Abitur in Wiesbaden 1977 studierte Betz zunächst Block- und Querflöte an der Musikhochschule Karlsruhe (Gerhard Braun) und der Hochschule für Musik Freiburg (Nikolaus Delius), dann Musikwissenschaft, Anglistik, Germanistik, Slawistik und Romanistik an der Universität Freiburg (Hans Heinrich Eggebrecht, Uwe Pörksen, Günter Schnitzler) und der
Universität Heidelberg (Ludwig Finscher). 1987 wurde sie in die Studienstiftung des deutschen Volkes aufgenommen. 1991 schloss sie ihre Studien mit der Promotion ab.
Von 1983 bis 1993 war sie Dozentin für Block- und Querflöte an der Pädagogischen Hochschule Freiburg. Darüber hinaus arbeitete sie als freie Mitarbeiterin für verschiedene Musikverlage sowie bei der Badischen Zeitung. Im Oktober 1993 wurde sie an die Hochschule für Musik und Theater „Felix Mendelssohn Bartholdy“ Leipzig als Professorin für Musikgeschichte berufen.
Von September 2007 bis zum August 2012 war Marianne Betz Rektorin der Anton Bruckner Privatuniversität in Linz sowie von 2008 bis 2012 Vorsitzende der Österreichischen Privatuniversitätenkonferenz (ÖPUK). Seit September 2012 gehört sie dem Personalberatungsteam „Leaders in Science“ des Deutschen Hochschulverbandes an.
Seit es ihr gelang, wesentliche Materialien aus dem Nachlass des Bostoner Komponisten George Whitefield Chadwick (1854–1931) zu finden, widmet sie einen großen Teil ihrer musikwissenschaftlichen Arbeit Forschungsfragen zu amerikanischer Musik.
Betz ist Mitglied verschiedener internationaler Organisationen. Sie war Gründerin der Arbeitsgruppe „Transatlantic Relations“ in der Society for American Music sowie Mitglied des Editorial Board des Journal of the Society for American Music. Gegenwärtig gehört sie dem Board of Trustees der Society for American Music an. 2002 erhielt sie ein Stipendium der Sinfonia Foundation. 2013 wurde sie mit dem Adrienne Fried Block Fellowship ausgezeichnet, 2016 mit dem Virgil Thomson Fellowship, 2023 mit dem Wayne Shirley Research Fellowship.

## Schriften (Auswahl)
- Beethoven Reception in Nineteenth-Century Boston. In: J. Graziano, N. Marshall, D. Sagrillo (Hrsg.): Festschrift in Honor of Raoul F. Camus’ Ninetieth Anniversary. Lit-Verlag, Münster 2021 (= Alta Musica Bd. 36), S. 1–23.
- George Whitefield Chadwick: The Padrone. Opera in two acts. MUSA, A-R editions (Bd. 28), Middleton, WI, 2017.
- George Whitefield Chadwick: An American Composer Revealed and Reflected. Pendragon Press, New York 2015.
- Opera Composition and Cultural Environment. In: H. Greenwald (Hrsg.): Oxford Handbook of Opera. Oxford University Press, New York 2014, S. 629–647.
- Beethoven, Brahms, Bruckner – Zur Rezeption europäischer Sinfonik in den USA im 19. Jahrhundert. In: Th. Antonicek, A. Lindner, K. Petermayr (Hrsg.): Anton Bruckner und die Klassik. Bruckner-Tagung 2009. Bericht. Musikwissenschaftlicher Verlag, Wien 2012, S. 161–182.
- „Mr. Chadwick Has Something to Say That Is Worth Hearing“: George Whitefield Chadwick’s Chamber Music. In: J. Koegel (Hrsg.): Music, American Made. Essays in Honor of John Graziano. Harmonie Park Press, Sterling Heights, Mich. 2011, S. 227–246.
- George Whitefield Chadwick: The String Quartets 1-5. 2 Bände. A-R editions, Middleton, WI, 2006–2007.
- Ein Amerikaner in Leipzig. George Whitefield Chadwick 1854–1931. Katalog zur Ausstellung vom 23. November 2004 bis 20. Januar 2005. Caleidon, Leipzig 2004 (= Schriften aus der Universitätsbibliothek. 8).
- The Voice of the City: New York in der Musik Charles Ives’ (1874–1954). In: Archiv für Musikwissenschaft. 61, H. 3, 2004, S. 207–225.
- Verismo all’americana: Auf der Suche nach einer amerikanischen Oper. In: Zibaldone. Zeitschrift für italienische Kultur der Gegenwart 35. 2003, S. 32–49.
- American Women as Opera Figures: Puccini’s ‚Fanciulla del West‘ versus Chadwick’s Marietta in ‚The Padrone‘. In: Journal of the American Music Research Center. University of Colorado at Boulder 12, 2002, S. 1–9.
- Stille – hörbares und sichtbares Moment in der Musik. Institut für Buchkunst, Leipzig 2000.
- „In futurum“ – von Schulhoff zu Cage. In: Archiv für Musikwissenschaft. 56, H. 4, 1999, S. 331–346.
- Der Csakan und seine Musik. Wiener Musikleben im frühen 19. Jahrhundert am Beispiel einer Spazierstockblockflöte. Schneider, Tutzing 1992.